# Till Raether
Till Raether (* 15. Februar 1969 in Koblenz) ist ein deutscher Schriftsteller, Journalist und Kolumnist.

## Leben
Till Raether war zehn Jahre alt, als sich seine Eltern trennten. Zusammen mit seiner jüngeren Schwester wuchs er danach bei seiner Mutter in Berlin-Zehlendorf auf. Er ist Absolvent der Deutschen Journalistenschule in München. Er studierte Amerikanistik und Geschichte an der Freien Universität Berlin und an der Tulane University in New Orleans. 1999 wurde er Redakteur der Zeitschrift Brigitte. Von 2002 bis 2005 war er stellvertretender Chefredakteur der Zeitschrift Brigitte. Er arbeitet als freier Journalist und Kolumnist unter anderem für Brigitte, das SZ-Magazin und Merian und ist Autor mehrerer Kriminalromane. Sein Roman Blutapfel wurde von Markus Imboden mit Milan Peschel und Emily Cox fürs ZDF unter dem Titel Danowski – Blutapfel verfilmt. Seine Romane Treibland und Unter Wasser wurden 2015 und 2019 für den Friedrich-Glauser-Preis nominiert, sein Roman Sturmkehre wurde 2025 mit dem Friedrich-Glauser-Preis als bester Kriminalroman des Jahres ausgezeichnet. 2018 wurde er mit dem Deutschen Preis für Denkmalschutz ausgezeichnet. Sein Buch Bin ich schon depressiv, oder ist das noch das Leben? stand im Frühjahr 2021 mehrere Wochen auf der SPIEGEL-Bestseller-Liste (Paperback Sachbuch) und erreichte dort Platz 7.
In einem Beitrag für das SZ-Magazin im Kontext der Black-Lives-Matter-Bewegung 2020 kritisierte Raether, dass deutsche Krimiserien ein einseitig positives Bild von Polizisten vermitteln würden. Er plädierte dafür, Gewalt und Rassismus in der Polizei häufiger darzustellen, und kündigte an, in seinen Kriminalromanen mehr von der „Lebensrealität der Marginalisierten“ zu erzählen. Der Focus-Kolumnist Jan Fleischhauer kritisierte den Artikel mit dem Argument, Krimiserien würden Zuschauer dann lehren, „stärker wie Drogenhändler und Mörder zu denken, schauen und fühlen“.
2021 erschien der Roman Treue Seelen, der 1986 in Berlin vor dem Mauerfall spielt. Raether war im Juni 2022 Gründungsmitglied des PEN Berlin. Sein Roman "Die Architektin" wurde im Dezember 2023 mit dem Hamburger Literaturpreis als "Buch des Jahres" ausgezeichnet.
Raether lebt in Hamburg. Er hat zwei Kinder.

## Werk
- Der kleine Beziehungsberater. Wunderlich, Hamburg 2001, ISBN 3-8052-0680-1.
- Das Leben ist nur eine Phase. Piper, München 2007, ISBN 978-3-492-27128-8.
- mit Stephan Bartels: Männergefühle. Fischer, Frankfurt 2011, ISBN 978-3-596-19239-7.
- Treibland. Rowohlt, Hamburg 2014, ISBN 978-3-499-26670-6.
- Blutapfel. Rowohlt, Hamburg 2015, ISBN 978-3-499-26671-3.
- Fallwind. Rowohlt, Hamburg 2016, ISBN 978-3-499-27201-1.
- Neunauge. Rowohlt, Hamburg 2017, ISBN 978-3-499-29149-4.
- Unter Wasser. Rowohlt, Hamburg 2018, ISBN 978-3-499-29150-0.
- Ich werd dann mal...: Nachrichten aus der Mitte des Lebens. Rowohlt, Hamburg 2019, ISBN 978-3-499-27605-7.
- Bin ich schon depressiv, oder ist das noch das Leben? Rowohlt, Hamburg 2021, ISBN 978-3-499-00530-5.
- Treue Seelen. btb, München 2021, ISBN 978-3-442-75855-5.
- Danowski: Hausbruch. Rowohlt, Hamburg 2021, ISBN 978-3-499-00534-3.
- Die Architektin. btb, München 2023, ISBN 978-3-442-75927-9.
- Hab ich noch Hoffnung, oder muss ich mir welche machen? Rowohlt, Hamburg 2023, ISBN 978-3-499-01186-3.
- Danowski: Sturmkehre. Rowohlt, Hamburg 2024, ISBN 978-3-499-01240-2.
- Drinnen: Vom Einziehen und Ankommen. Arche, Hamburg 2024. ISBN 978-3716000212
- Disko. btb, München 2025. ISBN 978-3-442-75926-2.